# Peter Örneklou
Peter Örneklou var en svensk militär och ämbetsman, som levde under 1600- och tidigt 1700-tal.

## Biografi
Peter Örneklou föddes på 1630-talet som son till ståthållaren över Ingermanland Peder Larsson Alebeck, adlad Örneklou och hans hustru Margareta von Rosen. Örneklou studerade en tid vid universitetet i Dorpat med sökte tidigt värvning i svenska armén. 1650 tjänstgjorde han som ryttare vid Otto Vellingks regemente, och blev 1655 kornett vid greve Gustaf Adolf Lewenhaupts regemente. Han visade skicklighet, särskilt som ingenjörsofficer, och befordrades 1658 till major. Örneklou sårades svårt vid Köpenhamns belägring 1659.
Därefter dröjde det till 1673 innan han genom sin beskyddare Magnus Gabriel De la Gardie befordrades till överstelöjtnant vid Dalregementet. 1674 erhöll Örneklou överstefullmakt och utnämndes 1675 till chef för Hälsinge tremänningsinfanteriregemente. Efter att ha deltagit i slaget vid Lund och där blivit sårad, flyttades han 1677 till Södermanlands regemente som överste, och utsågs samtidigt till kommendant i Halmstad. 1678 tog han avsked från den militära banan, och levde därefter på sina gods, fram tills han vid riksdagen 1680 åter lyckades slå sig fram i karriären, genom sitt stöd till kungen i opposition mot rådet och förmyndarregeringen.
Han insattes av Karl XI i sekreta utskottet samma år, och 1682 insattes han Stora kommissionen och blev en av reduktionens främsta förkämpar. Som belöning utsågs han 1683 till landshövding i Skaraborgs län. Han fick som landshövding en rad klagomål ställda mot sig från adeln i Västergötland, och tvingades efter en domstolsprocess till förlikning med dessa. Han behöll dock kungens gunst och upphöjdes 1687 i friherrlig värdighet. 1690 kom dock nya anklagelser emot honom, och kungen valde då att flytta Örneklou, och utnämnde honom istället till landshövding på Ösel. Även här kom dock hårda anklagelser emot honom och hans sätt att sköta sitt landshövdingedöme, och 1701 avsattes han och rymde då iväg till Tyskland. Han skall ha avlidit i Lübeck.